# 鳥取市立大和小学校
鳥取市立大和小学校（とっとりしりつ やまとしょうがっこう）は、かつて鳥取県鳥取市玉津にあった公立小学校である。

## 概要
1966年（昭和41年）4月1日に鳥取市立美穂小学校と統合し、鳥取市立美和小学校となった。

## 沿革
- 1873年（明治6年）5月9日 - 長谷小学校が開校。校区は赤子田村・長谷村・倭文村・玉津村（統合後の美和小学校はこの日を創立記念日としていた）。
- 1874年（明治7年）8月5日 - 猪子小学校が開校[3]。校区は猪子村・横枕村。
- 1883年（明治16年）4月1日 - 上味野小学校（後の美穂小学校）に合併され、長谷分校・猪子分校となる。
- 1887年（明治20年）4月1日 - 長谷簡易小学校、猪子簡易小学校となる。
- 1889年（明治22年）10月1日 - 町村制施行により大和村発足、所在地が大和村大字長谷村および猪子村となる。
- 1892年（明治25年）までにそれぞれ長谷尋常小学校、猪子尋常小学校と改める。
- 1900年（明治33年）
  - 長谷校を倭文に新築移転し、大和尋常小学校と改称。
  - 4月1日 - 気高郡（旧高草郡）のうち、千代水村以外の17ヶ村が組合立高草高等小学校を松保村大字里仁に設置[4]。
- 1910年（明治43年） - 高等科を併置し、大和尋常高等小学校と改称。校舎改築。
- 1917年（大正6年）12月30日 - 御真影奉安所落成[3]。
- 1928年（昭和3年）10月20日 - 大和校と猪子校を合併し、玉津に校舎移転（廃校までの所在地）。
- 1937年（昭和12年）12月 - 出火により講堂以外の校舎大部分を焼失。
- 1938年（昭和13年）10月 - 校舎新築修築。
- 1940年（昭和15年）10月30日 - 青年学校を小学校に併置[5]。
- 1941年（昭和16年）4月1日 - 国民学校令により大和国民学校と改称。
- 1943年（昭和18年）
  - 3月31日 - 大和村青年学校廃止[6]。
  - 4月 - 大和村外二ヶ村学校組合立千代青年学校（大和村・美穂村・神戸村の組合立）を大和村大字倭文65番地に設置し、独立校舎に移行[7][8]。
- 1950年（昭和25年）3月 - 体育館兼用の講堂を新築落成。
- 1953年（昭和28年）7月1日 - 大和村が鳥取市に編入され、鳥取市立大和小学校となる。
- 1966年（昭和41年）
  - 3月31日 - 大和小学校閉校。
  - 4月1日 - 美穂・大和の両小学校を名目統合して鳥取市立美和小学校とする。新校舎完成まで両小学校をそのまま使用。
- 1967年（昭和42年）
  - 3月24日 - 美和小学校新校舎竣工。
  - 3月26日 - 移転完了、大和校舎廃止。
  - 4月3日 - 実質統合に伴い開校式を挙行。

（参考文献：・）

## 通学区域
- 旧大和村域

## 進学先中学校
- 鳥取市立美和中学校（昭和37年度まで）
- 鳥取市立江山中学校（昭和38年度以降）

## 廃校後
学校跡地は鳥取三洋電機の下請工場となった。
2004年（平成16年）7月にはパイオニアメタルパーツ株式会社（姫路市に本社を置くパイオニア精工株式会社の関連会社）が操業開始した。2014年（平成26年）に精工が鳥取IC近くの本高の工業団地に進出すると、メタルパーツはプレス部門を残して吸収された。その後プレス部門も移転したことから、現在では一部の建物を残して更地となっている。